# Bouëxière
La Bouëxière é uma comuna francesa na região administrativa da Bretanha, no departamento Ille-et-Vilaine. Estende-se por uma área de 49,62 km². Em 2010 a comuna tinha 4 592 habitantes (densidade: 92,5 hab./km²).